# Viktor Živojinović
Viktor Živojinović (in serbo Виктор Живојиновић?; Belgrado, 15 marzo 1999) è un calciatore serbo, attaccante del Novi Pazar.

## Caratteristiche tecniche
È un'ala sinistra.

## Carriera
Cresciuto nel settore giovanile del Voždovac, ha esordito in prima squadra il 9 ottobre 2019 in occasione dell'incontro di Kup Srbije perso ai rigori contro il Teleoptik dove ha anche trovato la sua prima rete. Il 16 luglio 2020 si è trasferito al Proleter Novi Sad.

## Statistiche
Statistiche aggiornate al 22 novembre 2020.

### Presenze e reti nei club
| Stagione        | Squadra           | Campionato      | Campionato | Campionato | Coppe nazionali | Coppe nazionali | Coppe nazionali | Coppe continentali | Coppe continentali | Coppe continentali | Altre coppe | Altre coppe | Altre coppe | Totale | Totale | Totale |
| Stagione        | Squadra           | Comp            | Pres       | Reti       | Comp            | Pres            | Reti            | Comp               | Pres               | Reti               | Comp        | Pres        | Reti        | Pres   | Reti   |        |
| --------------- | ----------------- | --------------- | ---------- | ---------- | --------------- | --------------- | --------------- | ------------------ | ------------------ | ------------------ | ----------- | ----------- | ----------- | ------ | ------ | ------ |
| 2019-2020       | Voždovac          | SL              | 10         | 0          | CS              | 1               | 1               |                    | -                  | -                  |             | -           | -           | 11     | 1      |        |
| 2020-2021       | Proleter Novi Sad | SL              | 15         | 4          | CS              | 1               | 0               |                    | -                  | -                  |             | -           | -           | 16     | 4      |        |
| Totale carriera | Totale carriera   | Totale carriera | 25         | 4          |                 | 2               | 1               |                    | -                  | -                  |             | -           | -           | 27     | 5      |        |